# بونتون (نيوجيرسي)
بونتون (بالإنجليزية: Boonton town, New Jersey)‏ هي بلدة تقع بولاية نيوجيرسي في الولايات المتحدة. تبلغ مساحتها 6.46 كم2، وترتفع عن سطح البحر 121.0056 م، بلغ عدد سكانها 8,347 نسمة في عام 2010 حسب إحصاء مكتب تعداد الولايات المتحدة وتصل الكثافة السكانية فيها 1,292.1 نسمة لكل كيلومتر مربع (3,346.5/ميل2).

## التركيبة السكانية
حدّد مكتب تعداد الولايات المتحدة بيانات التركيبة السكانية لبونتون في تعداد الولايات المتحدة. في ما يلي، التركيبة السكانية حسب تعدادي 2000 و2010.

### تعداد عام 2000
بلغ عدد سكان بونتون 8,496 نسمة بحسب تعداد عام 2000، وبلغ عدد الأسر 3,272 أسرة وعدد العائلات 2,159 عائلة مقيمة في البلدة. في حين سجلت الكثافة السكانية 1,315.2 نسمة لكل كيلومتر مربع (3,406.4/ميل2). وبلغ عدد الوحدات السكنية 3,352 وحدة بمتوسط كثافة قدره 518.9 لكل كيلومتر مربع (1,343.9/ميل2).
وتوزع التركيب العرقي للبلدة بنسبة 83% من البيض و3.97% من الأمريكيين الأفارقة و0.21% من الأمريكيين الأصليين و7.77% من الأمريكيين ذوي الأصول الآسيوية و0.01% من سكان جزر المحيط الهادئ و2.20% من الأعراق الأخرى و2.84% من عرقين مختلطين أو أكثر و6.85% من الهسبانيون أو اللاتينيون من أي عرق.
بلغ عدد الأسر 3,272 أسرة كانت نسبة 30.6% منها لديها أطفال تحت سن الثامنة عشر تعيش معهم، وبلغت نسبة الأزواج القاطنين مع بعضهم البعض 51.6% من أصل المجموع الكلي للأسر، ونسبة 11% من الأسر كان لديها معيلات من الإناث دون وجود شريك، بينما كانت نسبة 3.5% من الأسر لديها معيلون من الذكور دون وجود شريكة وكانت نسبة 34% من غير العائلات. تألفت نسبة 26.3% من أصل جميع الأسر من عدة أفراد يعيشون في نفس المنزل ونسبة 9.5% كانت تتألف من شخص يعيش بمفرده يبلغ من العمر 65 عاماً أو أكثر. وبلغ متوسط حجم الأسرة المعيشية 2.55، أما متوسط حجم العائلات فبلغ 3.11.
بلغ العمر الوسطي للسكان 36.9 عاماً. وكانت نسبة 21.9% من القاطنين تحت سن الثامنة عشر، وكانت نسبة 6.8% بين الثامنة عشر والرابعة والعشرين عاماً، ونسبة 35% كانت واقعةً في الفئة العمرية ما بين الخامسة والعشرين والرابعة والأربعين عاماً، ونسبة 21.9% كانت ما بين الخامسة والأربعين والرابعة والستين، ونسبة 12.5% كانت ضمن فئة الخامسة والستين عاماً فما فوق. يوجد لكل 100 أنثى 97.0 ذكر، ويوجد لكل 100 أنثى في الثامنة عشر من عمرها فما فوق 93.1 ذكر.
بلغ متوسط دخل الأسرة في البلدة 65,322 دولارًا، أما متوسط دخل العائلة فبلغ 75,147 دولارًا. وكان متوسط دخل الذكور 50,518 دولارًا مقابل 38,634 دولارًا للإناث. وسجل دخل الفرد الخاص بالبلدة 29,919 دولارًا. وكانت نسبة 5% من العائلات ونسبة 6.7% من السكان تحت خط الفقر، وكان من هؤلاء نسبة 7.4% تحت سن الثامنة عشر ونسبة 6.6% في الخامسة والستين من العمر وما فوق.

### تعداد عام 2010
بلغ عدد سكان بونتون 8,347 نسمة بحسب تعداد عام 2010، وبلغ عدد الأسر 3,235 أسرة وعدد العائلات 2,114 عائلة مقيمة في البلدة. في حين سجلت الكثافة السكانية 1,292.1 نسمة لكل كيلومتر مربع (3,346.5/ميل2). وبلغ عدد الوحدات السكنية 3,398 وحدة بمتوسط كثافة قدره 526 لكل كيلومتر مربع (1,362.3/ميل2).
وتوزع التركيب العرقي للبلدة بنسبة 78.81% من البيض و4.82% من الأمريكيين الأفارقة و0.31% من الأمريكيين الأصليين و10.05% من الأمريكيين ذوي الأصول الآسيوية و0.01% من سكان جزر المحيط الهادئ و2.79% من الأعراق الأخرى و3.21% من عرقين مختلطين أو أكثر و11.02% من الهسبانيون أو اللاتينيون من أي عرق.
بلغ عدد الأسر 3,235 أسرة كانت نسبة 30.9% منها لديها أطفال تحت سن الثامنة عشر تعيش معهم، وبلغت نسبة الأزواج القاطنين مع بعضهم البعض 48.6% من أصل المجموع الكلي للأسر، ونسبة 11.8% من الأسر كان لديها معيلات من الإناث دون وجود شريك، بينما كانت نسبة 4.9% من الأسر لديها معيلون من الذكور دون وجود شريكة وكانت نسبة 34.7% من غير العائلات. تألفت نسبة 26.2% من أصل جميع الأسر من عدة أفراد يعيشون في نفس المنزل ونسبة 8.7% كانت تتألف من شخص يعيش بمفرده يبلغ من العمر 65 عاماً أو أكثر. وبلغ متوسط حجم الأسرة المعيشية 2.54، أما متوسط حجم العائلات فبلغ 3.10.
بلغ العمر الوسطي للسكان 39.4 عاماً. وكانت نسبة 21.2% من القاطنين تحت سن الثامنة عشر، وكانت نسبة 7.1% بين الثامنة عشر والرابعة والعشرين عاماً، ونسبة 30.6% كانت واقعةً في الفئة العمرية ما بين الخامسة والعشرين والرابعة والأربعين عاماً، ونسبة 27.9% كانت ما بين الخامسة والأربعين والرابعة والستين، ونسبة 13.2% كانت ضمن فئة الخامسة والستين عاماً فما فوق. وتوزع التركيب الجنسي للسكان بنسبة 50.4% ذكور و49.6% إناث.

## وصلات خارجية
- الموقع الرسمي